# Karl-Wilhelm von Schlieben
August Karl-Wilhelm von Schlieben (* 30. Oktober 1894 in Eisenach; † 18. Juni 1964 in Gießen) war ein deutscher Generalleutnant im Zweiten Weltkrieg.

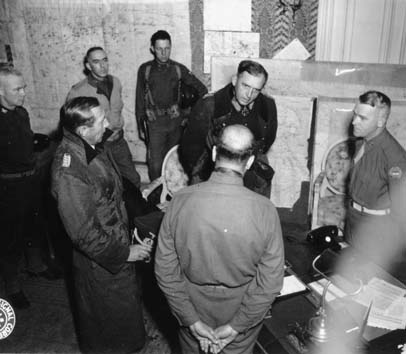
Hennecke, von Schlieben (Mitte) und J. Lawton Collins bei der offiziellen Kapitulation von Cherbourg

## Leben

### Herkunft
Karl-Wilhelm war der Sohn des preußischen Majors und Führers des Reserve-Infanterie-Regiments Nr. 83 Wilhelm von Schlieben (1864–1914) und dessen Ehefrau Gabriele, geborene von Kreutzburg (* 1870).

### Militärkarriere
Schlieben trat nach Ausbruch des Ersten Weltkriegs als Freiwilliger in die Preußische Armee ein und kam als Fahnenjunker am 11. August 1914 in das 3. Garde-Regiment zu Fuß der Preußischen Armee. Am 9. Januar 1915 erhielt er die Beförderung zum Fähnrich sowie am 3. März zum Leutnant und wurde im Herbst Kompanieführer in seinem Regiment. Es folgte die Ernennung zum Adjutanten und Ordonnanzoffizier. Schlieben, der 1914 und 1916 Kriegsverletzungen erlitt, wurde am 27. Januar 1917 Adjutant eines Bataillons des 3. Garde-Regiments zu Fuß. Im Frühjahr 1918 wurde er zum Ordonnanzoffizier beim Generalkommando 60 ernannt. Für sein Wirken während des Krieges erhielt er beide Klassen des Eisernen Kreuzes, das Braunschweiger Kriegsverdienstkreuz I. Klasse sowie das Verwundetenabzeichen in Schwarz.
Nach Ende des Krieges erfolgte am 1. Januar 1919 seine Versetzung zum Reserve-Bataillon und am 1. Oktober 1919 zum Reichswehr-Regiment 29. Am 1. Oktober 1921 wurde er zum Adjutanten des II. Bataillons im Infanterie-Regiment 9 ernannt. Drei Jahre später wurde Schlieben in das 7. (Preußisches) Reiter-Regiment nach Breslau versetzt. Dort erhielt er seine Beförderung zum Oberleutnant am 1. April 1925. Am 1. April 1929 übernahm Schlieben die 3. Eskadron des 12. (Sächsisches) Reiter-Regiments in Grimma und wurde am 1. Oktober 1929 zum Rittmeister befördert.
Bis zum Ausbruch des Zweiten Weltkrieges war er als Adjutant Mitglied des Stabes diverser Regimenter. Schlieben wurde am 1. August 1938 zum Oberstleutnant befördert.
Mit Beginn des Zweiten Weltkriegs war Schlieben zunächst Adjutant des stellvertretenden Befehlshabers des XIII. Armeekorps. Am 15. August 1940 ernannte man ihn zum Kommandeur des Schützenregiments 108 und beförderte ihn am 1. August 1941 zum Oberst. In dieser Eigenschaft erhielt Schlieben am 2. Juli 1942 das Deutsche Kreuz in Gold, übernahm am 20. Juli 1942 die 4. Schützen-Brigade und wurde im Anschluss daran am 1. Februar 1943 zum Führer der 208. Infanterie-Division ernannt. Wegen seines Einsatzes mit dieser Division an der Ostfront wurde Schlieben am 17. März 1943 mit dem Ritterkreuz des Eisernen Kreuzes ausgezeichnet. Am 1. April 1943 gab er das Kommando wieder ab, übernahm die 18. Panzer-Division und wurde am 1. Mai 1943 Generalmajor. Seit 12. Dezember 1943 kommandierte Schlieben die 709. Infanterie-Division. Der am 1. Mai 1944 zum Generalleutnant beförderte Schlieben wurde nach der alliierten Landung in der Normandie am 23. Juni 1944 zum Kommandanten der Festung Cherbourg ernannt. Er entschloss sich drei Tage später in seinem Gefechtsstand in Octeville, am Abend des 26. Juni 1944, zur Kapitulation und ergab sich zusammen mit Konteradmiral Walter Hennecke, dem Kommandanten der Seeverteidigung Normandie, gegenüber der 9. US-Infanteriedivision unter Generalmajor Manton S. Eddy mit über 800 anderen Soldaten in seinem unterirdischen Befehlsbunker in St. Sauveur. Es folgte eine zweite, offizielle, Kapitulation im Schloss von Servigny, dem Hauptquartier von General J. Lawton Collins.

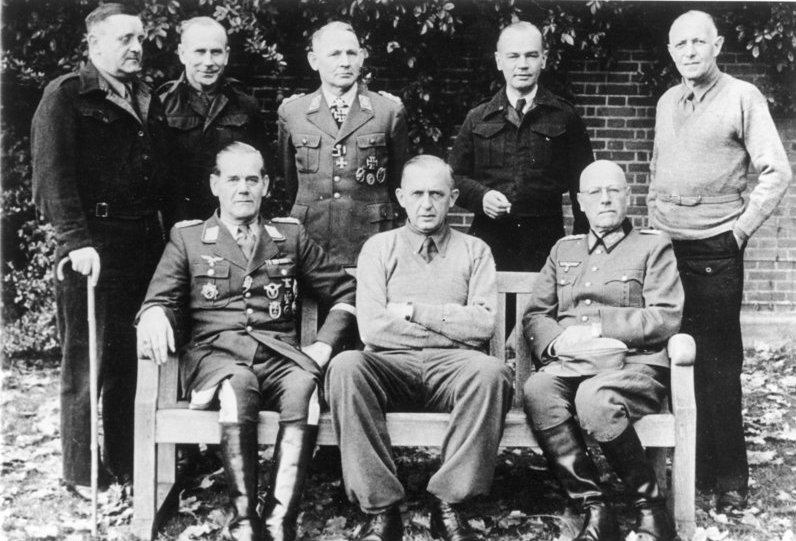
Schlieben (Mitte sitzend) im Kreis seiner Mitgefangenen in Trent Park

Schlieben kam zunächst in US-amerikanische Kriegsgefangenschaft und wurde am 1. Juli 1944 in das britische Generalslager Trent Park Camp überstellt. Hier verblieb er bis zum 9. August 1945 und wurde dann ins Lager Island Farm gebracht. Am 7. Oktober 1947 wurde er repatriiert. Karl-Wilhelm von Schlieben starb am 18. Juni 1964 in Gießen.